# Amdyaz
Un amdyaz (pl. imdyazen) ou amedyaz (pl. imedyazen) est chez les Berbères[Lesquels ?] un poète, aède, poète itinérant, chanteur ou musicien. Considéré comme un personnage central dans la poésie amazighe, notamment le sous genre poétique dit tamdyazt, il est vu comme chroniqueur et historien de sa société. Au cours de ses déplacements de village en village, l'amdyaz performe en compagnie d'une troupe composée généralement de quatre à six personnes..
L'amdyaz des Berbères peut être comparé à l'aède des Grecs anciens ou le barde des Celtes et le terme est aussi traduit par aède ou barde.

## Origines
Les Imdyazen sont pour la plupart originaires des versants nord et sud du Haut Atlas, mais on en trouvait aussi, avec moins de renommée, dans d’autres régions du Maroc central, notamment chez les  Aït Ndhir, les Guerouan, les Zemmours, les Aït Bouguemez, les Aït Hdiddou et les Aït Yahia. On retrouve aussi la forme écrite imdyazn.
Au Maroc central on retrouve aussi l'appellation imlgazn (aussi retranscrit imlgazen ou imelgazen) pour les désigner, au singulier amlgaz ou amelgaz.
Bien qu’il soit malaisé de cerner avec précision la genèse de la tradition des Imedyazen, tout porte à croire que cet art s’est développé autour de la confrérie maraboutique des Hamzawiyin, en son berceau situé dans une haute vallée perdue sur le flanc sud du Jbel Ayachi, plus précisément au qşar de Tazrouft, à la Zawiya Sidi Hamza (1922-2017). Si la tradition a plus tard essaimé : au sud vers le pays Aït Hdiddou, comme vers les Aït Merghad, et au nord vers le Moyen Atlas, la notion de Tazrouft en tant que patrie originelle des Imdyazen ne semble pas faire l’objet de doute.

## Parcours de l'Amdyaz
Il n'existe ni de tradition d'enseignement ni de transmission organisée pour devenir Amdyaz. C'est un destin que l'individu subit plus qu'il ne le choisit. Selon les Imdyazen eux-mêmes, il s'agit d'une vocation qui se révèle au cours d'un songe, lors du pèlerinage à un tombeau de saint. Quand un homme se sent des dispositions pour la parole poétique, il se met en quête d'un saint-patron. Il entreprend le pèlerinage aux tombeaux des Saints réputés comme révélateurs de vocations. Il en existe pour la poésie comme pour tout métier comportant une part de mystère : voyant, guérisseur, maître d'animaux savants ou charmeur de serpents.
La formation de l'Amdyaz commence très tôt, sans doute dès l'enfance, et elle consiste d'abord dans l'apprentissage par cœur du maximum de vers de toutes les formes. L'apprentissage commence  d'abord par l'accumulation. Viennent ensuite toutes sortes de manipulations auxquelles le futur amdyaz soumet le matériau accumulé. Il se donne la liberté de sélectionner, d'arranger à sa guise et d'élaborer, à partir du stock accumulé, des versions personnelles qu'il rend publiques lors des joutes poétiques locales. Dans ces nouvelles versions, il mêle aux données connues des improvisations qui s'étoffent au fur et à mesure qu'il se familiarise, par un travail purement mental, avec les lois rythmiques du langage versifié.
Au cours de son apprentissage, l'Amdyaz est constamment à l'affût des irrégularités et des à-coups. Non seulement il les repère, mais encore il leur donne un nom, de sorte que le vocabulaire auquel les irrégularités donnent lieu constitue un commentaire technique de nature exclusivement négative, c'est d'ailleurs la seule part explicite de l'apprentissage. Autrement dit, tout le travail de reconstruction des règles positives est un travail purement mental. L'apprenti se donne pour tâche de reconstruire les règles positives par déduction à partir des ratés qui résultent de leur mauvaise application. C'est à ce travail de reconstitution mentale des règles de codage qu'est attelé l'apprenti poète pendant toute une partie de sa vie. Mais du fait qu'il s'agit d'une activité uniquement mentale, elle est nécessairement solitaire, lente et silencieuse, c'est-à-dire non verbalisée. À la longue, elle se transforme en une expérience intérieure incommunicable, ce qui ne signifie pas qu'elle est pour autant inconsciente.

## Composition d'une troupe d'Imdyazen

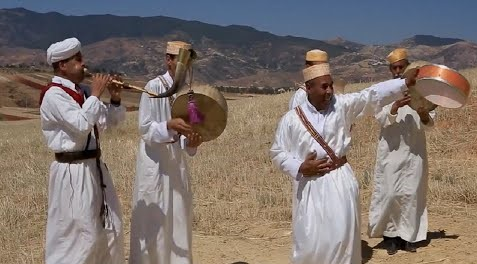
Troupe d'imdyazen à Temsaman au Rif au Maroc

Un groupe d'imdyazen se compose de quatre à six personnes[Où ?]. Le chanteur, l'amdyaz, joue également du bendir[Où ?]. Il est d'une taille plus importante que celle du reste de la population[Quoi ?]'[Laquelle ?]. Un instrument à vent fait toujours partie de l'ensemble : soit le traditionnel zamar berbère, qu'on appelle aussi la double clarinette, soit la ghayta. En outre, des flûtes peuvent être utilisées et des tambourins supplémentaires ou d'autres tambours, dont les joueurs font également office de chœur. Dans le dernier quart du XXe siècle, des chanteurs font également partie de ces groupes musicaux.
La troupe est classiquement composée de quatre membres clés :
- L’Amdyaz : Il est le maître de la troupe qui, par ailleurs, en porte le nom. Il est aussi musicien et participe à la représentation que donne la troupe lors de ses tournées. Il a ainsi plusieurs rôles puisqu’il est le chef de la tournée ; et comme il prend part à la représentation, il est donc à la fois auteur, acteur et impresario. Mais son rôle fondamental est sans nul doute celui de poète qui compose des timdyazin, des poèmes souvent très longs, témoignant de son grand souffle, qu’il scande au cours des tournées annuelles pour en assurer la diffusion.
- Le Bu uġanim  : C'est l'homme à la flûte. Il est le joueur de la flûte, le musicien, le bouffon, le baladin, il représente dans la troupe l’élément comique. C’est l’amdyaz qui engage le bu uġanim ; celui-ci doit avoir des atouts et aptitudes qui lui permettent de performer de bonnes prestations lors des tournées. En effet, le bu uġanim passe par une période d’apprentissage durant laquelle il apprend à scander des poèmes, à jouer différents instruments de musique dont la flûte, à danser, à imiter les sons des animaux qu’il est appelé à mimer, à s’accoutrer en bu uġanim en combinant les différentes pièces qui composent le costume spécifique du personnage, à procéder à la quête avec ses différents gestes, postures et formules élogieuses à l’adresse des donateurs.
- Les Ireddadn : pluriel de Arddad. Outre l’Amdyaz et le Bu uġanim, deux accompagnateurs complètent la troupe. Il est requis qu’ils aient une belle voix et une bonne maîtrise de l’instrument de percussion : bendir. Ils ont pour rôle, outre l’accompagnement musical, de reprendre en chœur les vers scandés par l’Amdyaz.

Ainsi, la troupe des Imdyazen se compose d’un poète, des accompagnateurs et d’un danseur comique, le Bu uġanim ; ce dernier forme avec l’Amdyaz deux entités antithétiques : la poésie chantée d’un côté, la prestation comique de l’autre.

## Performance d'une troupe d'Imdyazen
Étant des professionnels itinérants, les Imdyazen parcourent de grandes distances avant d’arriver dans un douar (village) ou une tribu. Arrivés au lieu ciblé, ils se préparent pour entrer en scène en mettant leurs costumes de circonstance. Le Bu uġanim endosse son accoutrement de cérémonie : il revêt un caftan, passe une ceinture de femme en écharpe, noue un foulard de soie autour de la ceinture, se coiffe d’une chéchia ornée de plumes d’autruche, enroule un turban autour de cette chéchia, et met des colliers de verroteries et de lamelles de métal. Puis il se saisit de son instrument de musique : la flûte. L’Amdyaz et les accompagnateurs font de même : ils chauffent leurs bendirs pour en rehausser la résonance, après avoir mis leurs vêtements de circonstance caractérisés par leur simplicité contrairement aux atours bariolés du Bu uġanim. La troupe entame son entrée en pompe en se faisant annoncer en musique : le Bu uġanim soufflant dans la flûte et les autres membres battant des bendirs. C’est un signal conventionnel par lequel les villageois sont avisés de l’arrivée des Imdyazen, et qu’une soirée festive est projetée.
L’Amdyaz s’avance, les Ireddadn légèrement en retrait, et entame ses poésies chantées au rythme des bendirs qui reprennent après lui. Le Bu uġanim accompagne aussi l’Amdyaz en jouant de la flûte. Le public apprécie attentivement les paroles de l’Amdyaz. C’est la première phase du spectacle. L’on passe ensuite à la séquence du comique : l’Amdyaz provoque le Bu uġanim et s’enclenche ainsi une saynète où ce dernier fait l’étalage de ses dons de comédien pour faire rire le public. Ainsi se poursuit la performance des Imdyazen : alternance de poésies chantées, comique et quête. À la fin, un ahidous, célèbre danse collective , est enclenché par un air de danse du Bu uġanim, auquel participent toutes les personnes présentes, dans une euphorie générale.
Tamdyazt obéit à un rituel. La posture exigée pour la performance est d’être debout face à un public. C’est un exercice rhétorique, poétique qui s’assigne une mission noble. Par bien des aspects, ce genre s’apparente au Slam qui est aussi une poésie qui pourrait être déclamée sur fond musical, ou non. Comme lui, il exige seulement le verbe, et l’art déclamatoire. C’est un genre qui invite à l’écoute et à la méditation. Comme cette poésie a toujours un message à passer, elle exige des auditeurs, une attention soutenue dans une atmosphère presque religieuse. En effet, il faut se taire et écouter pour saisir la portée du message, approuver, tirer des leçons de morales. Mais le sérieux des questions abordées n’exclut pas l’humour. L’ironie est investie quand il s’agit de fustiger ou de tourner une situation en dérision. Comme c’est le cas pour la danse d’ahidous, Tamdyazt fait partie des genres sérieux, graves, plutôt hiératiques, qui s’adressent en premier lieu aux adultes, hommes et femmes.

## Répertoire et thèmes
Les sources d'inspiration de l'Amdyaz sont multiples. Elles vont des histoires édifiantes directement tirées du livre sacré ou de l'histoire de l'Islam aux faits divers, en passant par la tradition hagiographique ou les événements politiques proches ou lointains. Les faits auxquels le poète se réfère, quelle qu'en soit la nature ou la provenance, sont supposés connus. Il ne s'occupe pas d'en établir l'exactitude, mais seulement d'en extraire la leçon et de la donner à méditer. Les œuvres qu'il produit sont l'expression de la sensibilité à la réalité immédiate. Elles sont directement liées à des événements concrets aptes à inspirer l'indignation morale. Aussi, ces œuvres ne durent-elles souvent que le temps de l'actualité des événements qui les inspirent.
Le répertoire de l'Amdyaz était et reste plutôt austère : édification religieuse, légendes hagiographiques (des grandes figures de l’Islam ou des saints et marabouts locaux), guerres (intertribales, lutte contre le Makhzen et les Français), événements et personnages locaux remarquables. Mais il inclut également le thé, l’amour et les femmes.
Si Tamdyazt a une structure cyclique, les thèmes qu’elle traite ne sont ni statistiquement ni sémantiquement stables. Ils sont tributaires de l’auditeur, des événements et des intentions du poète. Ce dernier peut chanter pour critiquer, conseiller, se plaindre ou se résigner.

## Rôles de l'Amdyaz
Porte-parole d’une société marginalisée à la périphérie de la nation, l'Amdyaz joue un rôle primordial. En effet, il se comporte, en quelque sorte, comme conscience de sa société, raison pour laquelle ses chants sont truffés d’apartés à caractère franchement didactique, prônant une conduite exemplaire, ainsi que la foi en Dieu. S’y ajoute, toutefois, une production primesautière, elle aussi non dépourvue de bon sens, où l’on fait la part belle à la casuistique amoureuse. Les rôles occupés par l'Amdyaz sont donc d'une importance capitale.

### Rôle de divertissement
Lors de leurs tournées, avant d’instruire, les Imdyazen doivent savoir divertir les populations villageoises auprès desquelles elles comptent trouver gîte et couvert, d’autant plus que l’arrivée de leur troupe signifie un moment de gaieté, de bonheur, au sein de la communauté. Les poètes savent alors trouver les termes choisis pour provoquer rires et applaudissements, alternant entre louanges pour les grands du pays, et d’éventuelles critiques acerbes à l’encontre des notables chez lesquels ils auraient été mal reçus. Ce qui met en exergue la possibilité qu’a l’Amdyaz d’influencer l’opinion, de défaire une réputation.

### Rôle pédagogique
En temps de paix, l'Amdyaz prend la défense des populations marginalisées, critiquant les autorités, dénonçant la corruption et l’iniquité qui hantent le monde, la mauvaise gestion de la cité, ainsi que la perte des valeurs traditionnelles : entraide, générosité, hospitalité. Tout en étant conscient de ce qu’il risque ; cela peut aller de la réprimande à l’emprisonnement. Il transmet divers messages d'actualités ciblés dont le but est d'expliquer et d'apprendre d'un événement. Généralement, l'Amdyaz véhicule des messages de sagesse, de vérité et pas uniquement d'amusement : ce qui nécessite de l’auditeur une attention particulière dans une atmosphère presque "sacrée" : se taire et écouter pour approuver, tirer des conclusions, les leçons de morales adéquates.

### Rôle politique
La politique est l'un des thèmes essentiels traités par l’Amdyaz dans ses poèmes. Sa réflexion porte aussi bien sur les événements d’ordre national qu'international. Il s’agit de se positionner sur les décisions prises par les responsables quant à leur manière de gérer la chose publique, leurs relations avec les autres pays et nations, la position du Maroc vis-à-vis d’événements politiques internationaux : le Moyen-Orient, les pays arabes, l’Afrique du nord, l’Occident… Le regard du poète porte à la fois sur des faits événementiels, transitoires et mis en relief par les médias et les divers moyens d’informations et sur des faits ayant trait à des convictions constantes, partagées et permanentes.

### Rôle philosophique
Tamdyazt implique une dimension philosophique : l'Amdyaz explique l’origine du monde et de la vie, le passé, le présent, l’avenir et le devenir. Il situe notre existence par rapport à la création du monde et prône la sagesse. L'Amdyaz invite son audience au questionnement, à la réflexion sur son destin, sur les problèmes sociaux, etc.

## Situation actuelle
Le phénomène des Imdyazen, en tant que troupe professionnelle itinérante qui produit des concerts poétiques et des spectacles, est en déperdition manifeste. On peut même avancer qu’il a pratiquement disparu. Si la performance classique des Imdyazen a disparu, le volet poétique a en revanche connu un essor considérable ces dernières années ; car les Imdyazen, avec l’acception exclusive de grands poètes, sont très nombreux dans la région du Maroc central. Certains sont de renommée nationale. Ils ont, de nos jours, pris conscience de l’importance de la création poétique en tant que performance, prestation et propriété intellectuelle. Ils s’organisent ainsi en associations, et corporations, enregistrent leurs productions sur différents supports (cassettes, CD...), redoutent le piratage, revendiquent le statut d’artiste, entre autres signes d’évolution.

## Dans la littérature
- Dans La Mère du Printemps de Driss Chraïbi, le personnage Oumawch est un vieil Amdyaz aveugle[9].